# Sheykh Sharbatī
Sheykh Sharbatī (persiska: شِيخ شَربَتی, شيخ شربتی) är en ort i Iran.   Den ligger i provinsen Kurdistan, i den nordvästra delen av landet, 400 km väster om huvudstaden Teheran. Sheykh Sharbatī ligger 1 694 meter över havet och antalet invånare är 178.
Terrängen runt Sheykh Sharbatī är kuperad. Runt Sheykh Sharbatī är det ganska tätbefolkat, med 60 invånare per kvadratkilometer. Närmaste större samhälle är Shāhīdar, 10,0 km söder om Sheykh Sharbatī. Trakten runt Sheykh Sharbatī består i huvudsak av gräsmarker.